# Volgadraco
Volgadraco is een geslacht van uitgestorven pterosauriërs dat leefde tijdens het Laat-Krijt in het gebied van het huidige Rusland.
De soort Volgadraco bogolubovi is in 2008 benoemd en beschreven door Alexander Averianov. De geslachtsnaam is een samentrekking van de naam van de rivier de Wolga en draco, Latijn voor 'draak'. De soortaanduiding eert de Russische paleontoloog Nikolai Nikolaewitsj Bogoloebow, die in de vroege twintigste eeuw de grondslag legde voor het onderzoek naar pterosauriërs in zijn land.
Het fossiel, holotype SGU, no. 46/104a, bij het dorpje Sjirokii Karamisj gevonden in het vroege Campanien van de Riboesjkaformatie nabij Saratov, bestaat uit het voorste deel van de voorste samengroeiing (symphysis mandibulae) van de onderkaken. Daarnaast zijn ook wat los gevonden fragmenten van het overige skelet toegeschreven: twee halswervels, de derde en de negende; een stuk notarium bestaande uit vier vergroeide ruggenwervels; een fragment van het eerste kootje van de vierde vinger en de kop van het linkerdijbeen. De doorbloeding van de symphysis mandibulae zou aantonen dat een hoornsnavel alleen op de uiterste punt daarvan aanwezig was.
De beschrijvers beschouwen de eerder beschreven Bogolubovia als een nomen dubium, dat echter zeer wel identiek kan zijn aan Volgadraco. Eerder was het de gewoonte fragmenten aan het eerdere geslacht toe te wijzen; dat zal nu Volgadraco worden. Ze sluiten echter niet uit dat betere vondsten kunnen uitwijzen dat er twee aparte soorten aanwezig zijn in de lagen. De 'degradatie' van Bogolubovia was de aanleiding de naam van Bogoloebow in de soortaanduiding van het nieuwe geslacht op te nemen
Volgadraco behoort volgens de beschrijvers tot de groep van de Azhdarchidae en is, met een spanwijdte van zo'n vier à vijf meter, daarbinnen groter dan middelgrote vormen als Azhdarcho en Bakonydraco maar kleiner dan de gigant Quetzalcoatlus.
In 2020 echter, concludeerde een studie dat het een laat lid was van de Pteranodontidae.